# Hemixantha annulifemur
Hemixantha annulifemur är en tvåvingeart som beskrevs av Willi Hennig 1937. Hemixantha annulifemur ingår i släktet Hemixantha och familjen Richardiidae.
Artens utbredningsområde är Bolivia. Inga underarter finns listade i Catalogue of Life.